# Василисин, Сергей Дмитриевич
Сергей Дмитриевич Василисин (28 июня 1910, Владимир — 2 августа 1941, Мурманск) — участник Великой Отечественной войны, Герой Советского Союза.
В годы Великой Отечественной войны: политрук роты 325-го стрелкового полка 14-й стрелковой дивизии 14-й армии Северного фронта.

## Биография
Сергей Василисин родился во Владимире 28 июня 1910 года в небогатой мещанской семье.
Закончил 10-ю Советскую школу Владимира. После школы был учеником слесаря на лесоскладе и в меднослесарных мастерских; с 1929 года работал слесарем на Камешковской фабрике имени Свердлова, с декабря 1929-го — слесарем Владимирского кирпичного завода имени Володарского. Активно занимался стрельбой, плаванием, лыжами, выступал за городскую футбольную команду «Динамо», профессионально занимался классической борьбой. По воспоминаниям очевидцев, был необычайно силён физически.
9 февраля 1933 года был призван в Красную Армию. В том же году окончил специальные танковые курсы, после чего около 3-х лет был механиком-водителем, бригадиром танковых мастерских, командиром танка. В 1936 году за воинское мастерство, проявленное на учениях, отличные успехи в боевой и политической подготовке Сергей Василисин был награждён орденом «Знак Почета». В том же году он поступил на курсы политработников. По окончании курсов стал политруком танковой роты. После аварии танка и полученной травмы вынужден был сменить род войск и перешёл в пехоту.
С начала Великой Отечественной войны — политрук роты 325-го стрелкового полка, посланного на участок будущего Карельского фронта. В июле 1941 года немецкие войска активно продвигались к Мурманску. С целью отвлечения наступающего противника в его тыл готовился десант, в который была включена и рота Василисина. Операция в тылу противника началась успешно. Плацдарм недалеко от Мурманска был взят, однако удержать его не удалось — Безымянная высота переходила из рук в руки. Бои продолжались несколько недель. После гибели командира командование ротой взял на себя Сергей Дмитриевич. 22 июля он был ранен, но не покинул поле боя. 2 августа его вновь тяжело ранило. Погиб, подорвавшись на мине, когда товарищи попытались перенести командира в безопасное место.
Указом Президиума Верховного Совета СССР от 16 января 1942 года за мужество и отвагу, проявленные в борьбе с немецко-фашистским захватчиками, политруку Василисину Сергею Дмитриевичу было посмертно присвоено звание Героя Советского Союза.

## Награды
- Медаль «Золотая Звезда» Героя Советского Союза;
- Орден Ленина;
- Орден «Знак Почёта».

## Память
- В память о Герое 15 мая 1964 года одна из новых улиц Владимира была названа его именем. На здании общежития областного колледжа культуры и искусства на улице Василисина установлена мемориальная доска в память Сергея Василисина.
- В 1967 году к Мурманскому порту был приписан производственный рефрижератор «Севрыбхолодфлота», носящий имя «Сергей Василисин»[3].
- На мемориале Барельеф у «Вечного огня» на площади Победы во Владимире в мае 2010 года открыта стела Героя.
- В школе № 31 города Владимира создан мемориальный музей Василисина, насчитывающий около 1,5 тысячи экспонатов, среди которых бюст Героя, выполненный скульптором Шаниным. В сентябре 2008 года на здании школы открыта мемориальная доска, сама школа также названа именем Василисина.
- Пионерская дружина школы № 22 города Владимира носила имя Сергея Дмитриевича Василисина.